# Elecciones estatales de Nuevo León de 1970
Las elecciones estatales de Nuevo León de 1970 se llevó a cabo el 5 de julio de 1970, simultáneamente con las elecciones presidenciales y en ellas fueron elegidos los cargos de elección popular en el estado mexicano de Nuevo León:
- 42 Diputados al Congreso del Estado. Electos por una mayoría relativa de cada uno de los Distritos electorales y 21 de Representación Proporcional en un sistema de mediante de listas.